# São-toméischer Film
Der São-toméische Film umfasst das nationale Filmschaffen des afrikanischen Inselstaates São Tomé und Príncipe. Hierbei werden internationale Produktionen, die São Tomé und Príncipe lediglich als Drehort nutzen, nicht ausführlicher behandelt.

## Geschichte

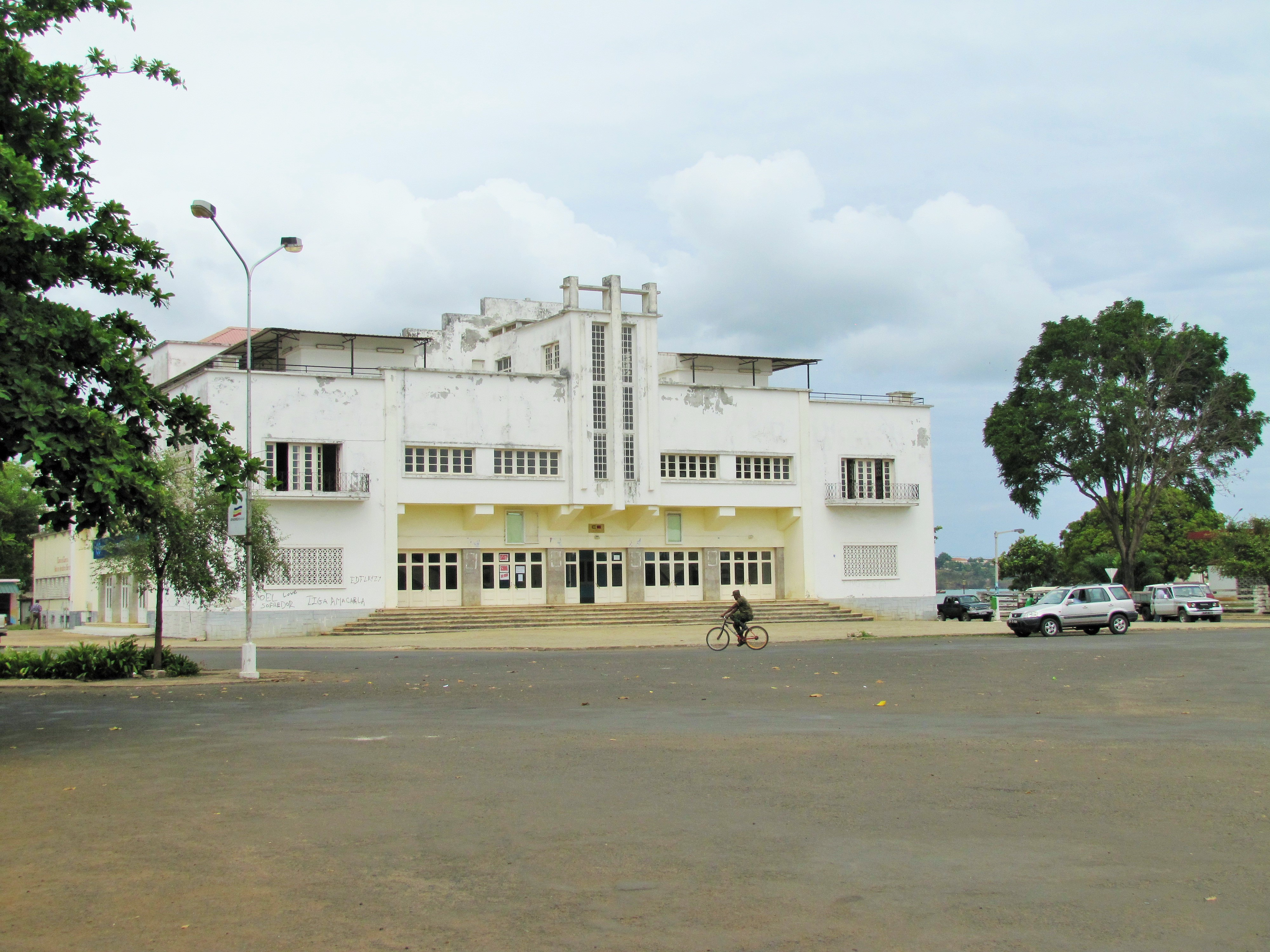
Das Kino Cineteatro Marcelo da Veiga in der Hauptstadt São Tomé aus der portugiesischen Kolonialzeit, 1995 geschlossen und 2008 wiedereröffnet.

Der kleine Inselstaat hatte bisher nur beschränkte Möglichkeiten, eine eigene ausgeprägte Filmwirtschaft zu entwickeln, bedingt durch seine geringe Einwohnerzahl, die sozial prekäre Situation vieler seiner Bewohner, und seiner eingeschränkten wirtschaftlichen Möglichkeiten.
2011 gründeten São-toméische und portugiesische Studenten den Verein ASSECOM (Associação São-Tomense de Entretenimento e Comunicação Multimédia – Cultural e Artístico, port. für: São-toméischer Verein für kulturelle und künstlerische Unterhaltung und multimediale Kommunikation). Damit beflügelten sie die Filmproduktion des Landes. Sie entwickelten zudem die Idee eines Filmfestivals auf São Tomé und Príncipe, das als São Tomé FestFilm 2014 dann erstmals stattfand. Dabei richteten sie auch eine Sektion für den nationalen Film ein. Je ein são-toméisches Werk in den Kategorien Dokumentarfilm und Video Clip/Experimenteller Film wurde auf dem Festival ausgezeichnet.
2017 erschien Mina Kiá, ein Spielfilm, der die prekäre Frauen- und Kinderrechtslage im Land thematisiert. Der Debütfilm der são-toméischen Regisseurin Katya Aragão lief danach auf einer Vielzahl internationaler Filmfestivals.

## Persönlichkeiten
Die international bekannteste Person in der Filmgeschichte des Landes dürfte der Schauspieler Ângelo Torres (* 1968 in Santa Isabel, heute Malabo) sein, der inzwischen auch als Regisseur tätig wurde. Zu den jungen Regisseuren São Tomés gehören Katya Aragão, Silas Tiny, Yolanda Macías Sauco, Onildo Guadalupe und João Teles de Vasconcelos.

## Filmfestival
Vom 29. bis zum 31. August 2014 fand erstmals das São Tomé FestFilm statt. Sieben são-toméische Filme nahmen in der Kategorie nationaler Film teil, dazu kamen in der Kategorie „internationaler Film“ 26 ausländische Filme: drei abendfüllende Spielfilme, 13 Kurzfilme, zwei Dokumentarfilme, und acht Animationsfilme. Spielorte waren das historische Kino Marcelo de Veiga und die Alliance française, in der Hauptstadt São Tomé.
Die Juri für die Kategorie „nationaler Film“ bestand aus dem portugiesischen Schauspieler und Musiker Paulo Brites, dem portugiesischen Regisseur Paulo D'Alva, der são-toméische Musiker und Produzent Kalú Mendes und der ebenfalls são-toméische Musiker und Produzent Killa Z, während die Juri für die Kategorie „internationaler Film“ aus der Portugiesin Anabela Oliveira von der Universität Trás-os-Montes und Alto Douro, dem brasilianischen Regisseur und Lehrer der Universidade Federal da Bahia, Umbelino Brasil, dem spanischen Kommunikationsprofessor Alfonso Palazón Meseguer, und der Direktorin der Alliance française auf São Tomé und Príncipe, Alexandra Le Rohellec bestand.
In der Kategorie „nationaler Film“ wurde A Ilha do Príncipe – o éden esquecido do Atlântico  von João Teles de Vasconcelos als bester Dokumentarfilm, und der Videoclip Crianças Africanas von Onildo Guadalupe als bester Video Clip/Experimenteller Film ausgezeichnet. In der Kategorie „internationaler Film“ wurden zudem je ein Film als bester Langfilm, bester Kurzfilm, bester Dokumentarfilm und bester Animationsfilm prämiert.

## Filme

### Filme aus São Tomé und Príncipe
Bisher sind nur wenige Filme auf São Tomé und Príncipe produziert worden. Es folgt eine Auswahl der wenigen bekannt gewordenen Werke:
| Jahr | Titel                                              | Regisseur                 | Genre/Bemerkungen                                                                                               |
| ---- | -------------------------------------------------- | ------------------------- | --- |
| 2005 | Mionga ki Ôbo                                      | Ângelo Torres             | Dokumentation über die Minderheit der Angolares auf der Insel São Tomé, 2010 als DVD veröffentlicht             |
| 2010 | Tchiloli – Identidade de um Povo                   | Felisberto Branco         | Dokumentation über das traditionelle Theaterstück Tchiloli                                                      |
| 2011 | Contrato                                           | Guenny K. Pires           | Dokumentarfilm über die Geschichte der kapverdischen Vertragsarbeiter auf São Tomé und Príncipe                 |
| 2012 | Água Boa, Vida Saudável                            | Kalú Mendes               | Kurzfilm, beim Filmfestival FESTin 2013 ausgezeichnet                                                           |
| 2012 | Escolas Solares de São Tome e Príncipe             | Yolanda Macías Sauco      | Dokumentarfilm über die Solarenergie produzierenden Schulen für Kinder und Erwachsene auf São Tomé und Príncipe |
| 2012 | Um Sentido Para A Vida                             | Carlos Galo Costa         | Kurzfilm |
| 2013 | Trotistas de Sant'Ana                              | Pedro Figueiredo Neto     | Dokumentation über die selbstgebauten Holzräder der Kinder im Dorf Sant'Ana                                     |
| 2014 | A Ilha do Príncipe – o éden esquecido do Atlântico | João Teles de Vasconcelos | Dokumentarfilm über die Insel Príncipe                                                                          |
| 2017 | Mina Kiá                                           | Katya Aragão              | Spielfilm |
| 2017 | Viagem sem volta                                   | Aguinaldo Carvalho        | Horrorfilm |
| 2018 | Viagem sem volta 2                                 | Aguinaldo Carvalho        | Horrorfilm, Fortsetzung                                                                                         |
| 2018 | Serviçais das memórias à identidade                | Nilton Medeiros           | Dokumentarfilm, beim FESTin 2018 ausgezeichnet                                                                  |
| 2019 | O Estado Crioulo em África                         | Teodora Martins           | Dokumentarfilm                                                                                                  |
| 2023 | A Guerra dos Gigantes                              | Katya Aragão              | Kurzfilm |
| 2023 | A Luta de Nzinga                                   | Eduardo Cunha Souza       | Dokumentarfilm                                                                                                  |
| 2024 | Lindo                                              | Margarida Gramaxo         | Dokumentarfilm, portugiesisch-são-toméische Produktion, Publikumspreis beim FESTin 2024                         |

### São Tomé und Príncipe als Drehort
São Tomé und Príncipe ist häufiger Drehort internationaler Filmproduktionen und Werbefilmproduktionen, darunter auch Spielfilme wie der deutsch-österreich-französische Film Vor der Morgenröte (2016), die portugiesische Telenovela Amor Maior (2016/2017), der prämierte portugiesische Thriller A Teia de Gelo (2012) oder Menschenhandel - Eine kurze Geschichte der Sklaverei, ein europäischer Dokumentar-Mehrteiler für das Fernsehen aus dem Jahr 2018.